# Australomimetus sydneyensis
Australomimetus sydneyensis là một loài nhện trong họ Mimetidae.
Loài này thuộc chi Australomimetus. Australomimetus sydneyensis được miêu tả năm 1986 bởi Heimer.